# A snagovi gyerekek
A snagovi gyerekek 1987-ben bemutatott magyar dokumentumfilm Ember Judit rendezésében. A film Nagy Imre és köre (csoportja) gyermekeiről szól, a dokumentumfilmben ők beszélnek gyermekkori emlékeikről, életükről, későbbi sorsukról a Kádár-rendszerben. Snagov volt az a hely Romániában, ahová az 1956-os forradalom leverése után internálták a forradalom vezetőit és azok családját a jugoszláv nagykövetségről.
A cím a valóságból ered, a Snagovba internált személyek gyermekeit összefoglaló néven snagovi gyerekeknek hívták a Kádár-rendszerben, s mint ilyenek, a rendszer gyakorlatilag folytonos megfigyelése alatt álltak.